# Базеев, Станислав Юрьевич
Станислав Юрьевич Базеев (20 июня 1987, Алма-Ата, Казахская ССР) — российский биатлонист, чемпион и призёр чемпионата России по биатлону, призёр чемпионата мира и чемпион Европы по летнему биатлону среди юниоров. Мастер спорта России по биатлону (2008) и лыжным гонкам (2010).

## Биография
Занимался биатлоном с 1998 года в г. Заринске Алтайского края, первый тренер — Косов Михаил Алексеевич. В юношеские годы и в первой половине взрослой карьеры представлял Ханты-Мансийский автономный округ (г. Солнечный Сургутского района), тренировался под руководством Николая Николаевича Князева. В 2011 году перешёл в команду Новосибирской области. Представлял команду Вооружённых сил и СДЮСШОР «Центр биатлона». На любительских соревнованиях продолжал выступать за г. Заринск.

### Юниорская карьера
На чемпионате мира среди юниоров по летнему биатлону (кросс) в 2008 году в От-Морьене стал серебряным призёром в спринте и занял четвёртое место в гонке преследования. В том же году стал победителем чемпионата Европы по летнему биатлону среди юниоров в болгарском Банско в смешанной эстафете и серебряным призёром в масс-старте.
Неоднократный призёр первенств России среди юниоров и молодёжи (2008, 2010 — победитель[уточнить], 2012 — бронзовый призёр в индивидуальной гонке). Обладатель Кубка России среди молодёжи 2010 года[уточнить].
Участник зимней Универсиады 2011 года в Турции, лучший результат — восьмое место в спринте.

### Взрослая карьера
Чемпион России 2011 года в гонке патрулей в составе команды ХМАО. В 2012 году в составе сборной Новосибирской области стал серебряным призёром чемпионата страны, также в гонке патрулей.
Бронзовый призёр соревнований «Ижевская винтовка» в эстафете.
Завершил спортивную карьеру в 2015 году. По состоянию на 2018 год работает тренером в Училище олимпийского резерва Алтайского края.
Окончил Сургутский государственный педагогический университет (2011).